# Douglas 9 h.p.
Der Douglas 9 h.p. war ein zwei- bis dreisitziger britischer Kleinwagen, der in den Modelljahren 1914 bis 1916 vom Motorradhersteller Douglas Motors in Bristol gebaut wurde.

## Douglas Motors Ltd.

Markenzeichen der Douglas-Motorradwerke

Die Douglas Motors Ltd. war ein britischer Hersteller von Motorrädern und kurzzeitig auch von Kleinwagen. Firmensitz war Bristol. Das Unternehmen wurde 1882 von den Brüdern William Douglas und Edward Douglas als mechanische Werkstätte mit einer Schmiede und einer Kleingießerei gegründet und bestand bis 1931. Die Motorradproduktion erfolgte 1907 nach dem Zukauf des Motorenherstellers Light Motors Ltd. Douglas-Motorräder hatten bald einen guten Ruf und das Unternehmen belieferte im Ersten Weltkrieg die Streitkräfte der Entente. Die Marke war auch sportlich erfolgreich. Von 1914 bis 1916 wurde der hier beschriebene Kleinwagen hergestellt; den Nachfolger 10.5 h.p. gab es ab 1919 bis 1922. Nach 1930 gab es Pläne für einen neuen Kleinwagen, von dem aber nur sechs Prototypen entstanden. Nach dem Verkauf und einer Reorganisation als Douglas Motors kaufte William Douglas das Unternehmen 1934 zurück, musste es aber im folgenden Jahr schließen. Die Anlagen wurden vom ebenfalls 1935 gegründeten Rüstungs- und Industriekonzern Aero Engine, Ltd. übernommen, zunächst ohne die Absicht, weiterhin Motorräder herzustellen. Deren Produktion wurde aber 1936 wieder aufgenommen und bis 1956 fortgesetzt.

## Modellgeschichte

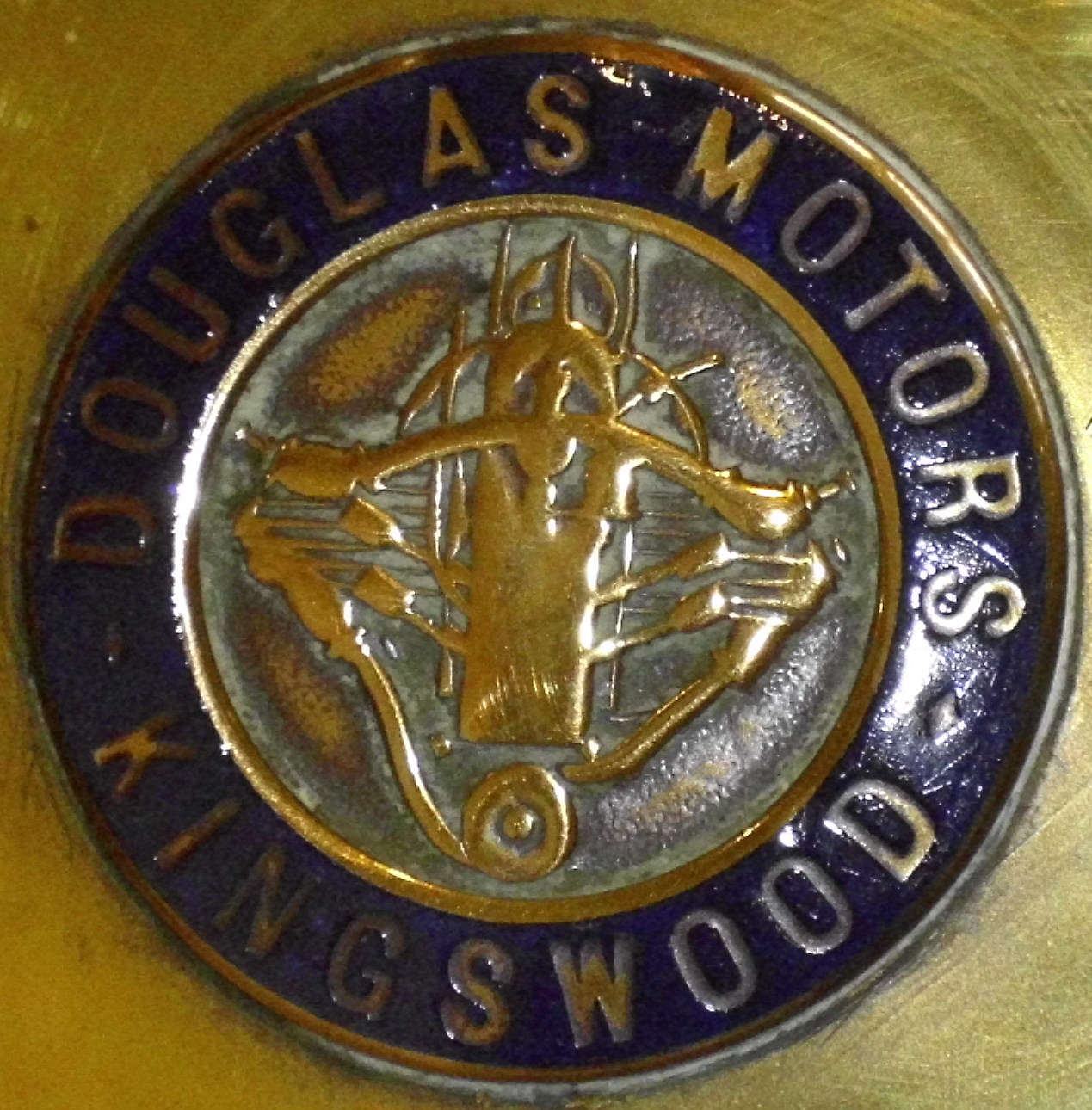
Emblem Douglas Light Car.

### Cyclecars
Das Fahrzeug wurde zwar als Cyclecar bezeichnet, allerdings war es zu schwer für diese Klassifizierung. In den frühen 1910er Jahren erlebten die Cyclecars eine kurze Blütezeit. Vor der allgemeinen Anwendung des Serienbaus im Automobilbau und dadurch sinkenden Preisen waren sie eine erschwingliche Alternative zum „richtigen“ Auto, das deutlich teurer in Anschaffung und Unterhalt war. Typische Merkmale der Cyclecars sind die konsequente Anwendung von Leichtbaumethoden- oft mit einem aus Rohren verschweißten Fahrgestell, einfache Technik und die Verwendung von Komponenten und Bestandteilen aus der Motorradproduktion, die mit dessen wachsender Verbreitung ebenfalls leichter verfügbar wurden. Insbesondere Räder und die in der Regel ein- und zweizylindrigen Motoren stammten aus dieser Quelle. Cyclecars waren in der Regel deutlich schmaler als normale PKW und für eine bis zwei Personen ausgelegt. Oft saß der Passagier hinter dem Fahrer (gelegentlich auch davor) oder die Sitze waren platzsparend seitlich nebeneinander versetzt angeordnet. Die Lösungen waren vielfältig und die Ergebnisse höchst unterschiedlich. Einige krude Konstruktionen verhalfen dem ganzen Segment zu einem schlechten Ruf, obwohl viele dieser Fahrzeuge sorgfältig konstruiert und hergestellt wurden.
Nach dem Ersten Weltkrieg wurden die Cyclecars rasch von einer zweiten Generation von Voiturettes abgelöst. Auch sie kosteten weniger als die etablierten, vollwertigen Kleinwagen wie etwa der Austin Seven oder Ten und seine zahlreichen Mitbewerber, boten aber mehr Komfort und Zuverlässigkeit als ein Cyclecar.

### Douglas 9 h.p.
Douglas Motors war nur einer von mehreren Motorradherstellern, die sich auch um den Automobilmarkt bemühten. Am erfolgreichsten war B.S.A., wo von 1907 bis 1915 und von 1921 bis 1939 Klein- und Mittelklassewagen hergestellt wurden.
Der 9 h.p. war solide ausgeführt und lag konstruktiv mit seinem Pressstahl-Fahrgestell und dem Antriebsstrang mit richtigem Getriebe und Kardanantrieb anstelle des klassenüblichen Friktionsgetriebes mit Antriebskette zu einem Hinterrad näher an einem „richtigen“ Auto als viele der Mitbewerber. 1914 kostete ein Douglas 9 h.p. ab GB$ 175.00; im folgenden Jahr stieg der Preis auf GB$ 184.00.
Die Produktion wurde 1916 kriegsbedingt unterbrochen. 1919 wurde das Fahrzeug für einige Monate mit einem stärkeren Motor angeboten. Obwohl es als 10.5 h.p. bezeichnet wurde, entspricht es nicht dem kurz darauf vorgestellten Douglas 10.5 h.p.

### Douglas 10.5 h.p. (1919)
Das Fahrgestell des 10.5 h.p. von 1919  war als Übergangsmodell bis auf den etwas stärkeren Motor und größere Räder baugleich mit jenem des 9 h.p. Gegenüber diesem erhöhte sich das Gewicht jedoch um fast 80 kg, was durch diese Änderung und die damit verbundene Umstellung auf Wasserkühlung nur teilweise erklärt werden kann. Möglicherweise verwendete Douglas schwerere Karosserien mit einem besseren Wetterschutz, wie sie für die neue Modellgeneration ab 1920 nachgewiesen sind.

## Technik
Der Douglas 9 h.p. war eine solide, in Leichtbauweise hergestellte Konstruktion mit schmaler Spur und dem klassentypischen luftgekühlten Zweizylindermotor. Der etwas höhere Preis war gerechtfertigt durch Attribute, die eher einem Light car zuzuordnen sind. Dazu gehören die Kraftübertragung, das Pressstahl-Fahrgestell anstelle des üblichen Rahmens aus Rundrohr oder Winkelstahl, die vollwertige Federung und eine vergleichsweise geräumige Karosserie mit Türen und Wetterschutz.

### Motoren
Der Motor des 9 h.p. war ein luftgekühlter Zweizylinder-Boxer mit SV-Ventilsteuerung und stammte wahrscheinlich aus eigener Produktion (für den Nachfolger Douglas 10.5 h.p. ist dies nachweisbar). Er hat ein quadratisches Verhältnis von Zylinderbohrung und Kolbenhub mit je 88 mm, woraus sich ein Hubraum von 1070 cm³ ergibt. Der Vergaser wurde von Solex bezogen. Das RAC-Rating lag bei 9,6 HP.
Für den 10.5 h.p. von 1919 war ebenfalls ein seitengesteuerter Zweizylinder-Boxermotor vorgesehen. Er hat eine Bohrung von 92,5 mm und einen Hub von 88 mm. Daraus ergibt sich ein Hubraum von 1182 cm³. Dieser Motor ist wassergekühlt und hat einen Zenith-Vergaser. Das RAC-Rating basiert auf dem Maß der Zylinderbohrung. Weil es bei diesem Douglas-Kleinwagen fast gleich war wie bei der zweiten Generation (92 mm ab 1920) führte dies bei beiden zur Modellbezeichnung 10.5 h.p.

### Kraftübertragung
Anstelle des in dieser Klasse üblichen Friktionsgetriebes und Riemen- oder Kettenantrieb bot der 9 h.p. ein richtiges Getriebe und Kardanantrieb.

### Fahrgestell und Aufhängung
Das Fahrzeug erhielt einen Leiterrahmen aus Pressstahl. Der Radstand aller Fahrzeuge bis 1919 beträgt in dieser Klasse übliche 7 Fuß und 3½ Zoll (2223 mm), die Spurweite 3 Fuß und 11 Zoll (1194 mm). Es wurden vorn und hinten die üblichen Starrachsen verwendet. Die Aufhängung besteht aus Halbelliptik-Blattfedern vorn und – untypisch an einem Cycle car – Schraubenfedern hinten. Manche Cyclecars von Mitbewerbern mussten sogar ganz ohne Hinterradfederung auskommen. Zu den Bremsen des 9 h.p. gibt es keine Angaben. In Frage kommen hintere Trommelbremsen in Kombination mit einer Trommelbremse auf Getriebe oder Kardanwelle; für den Nachfolger sind Trommelbremsen an der Hinterachse belegt.
Die Speichenräder des 9 h.p. hatten die Dimension 700 × 80, die des 10.5 h.p. von 1919 710× 90.

## Modellübersicht
Die Modellbezeichnung entspricht ungefähr der damals üblichen, britischen Steuerformel (RAC-Rating). Diese errechneten, nicht gemessenen Werte lassen sich nicht in PS oder Kilowatt umrechnen.
| Modell                | Bauzeit   | Motor                          | Radstand        | Länge   | Breite  | Spur            | Gewicht |
| --------------------- | --------- | ------------------------------ | --------------- | ------- | ------- | --------------- | ------- |
| 9 h.p.                | 1914–1916 | 2 Boxer 1070 cm³ luftgekühlt   | 2223 mm         | 3048 mm | 1219 mm | 1194 mm         | 432 kg  |
| 10.5 h.p.             | 1919      | 2 Boxer 1182 cm³ wassergekühlt | 2223 mm         | 3048 mm | 1219 mm | 1194 mm         | 508 kg  |
| Nachfolger: 10.5 h.p. | 1919–1922 | 2 Boxer 1224 cm³ wassergekühlt | 2223 mm 2438 mm |         |         | 1194 mm 1219 mm | 508 kg  |

Quellen; britische Maßeinheiten wurden umgerechnet.

## Douglas Cycle Cars und Light cars heute

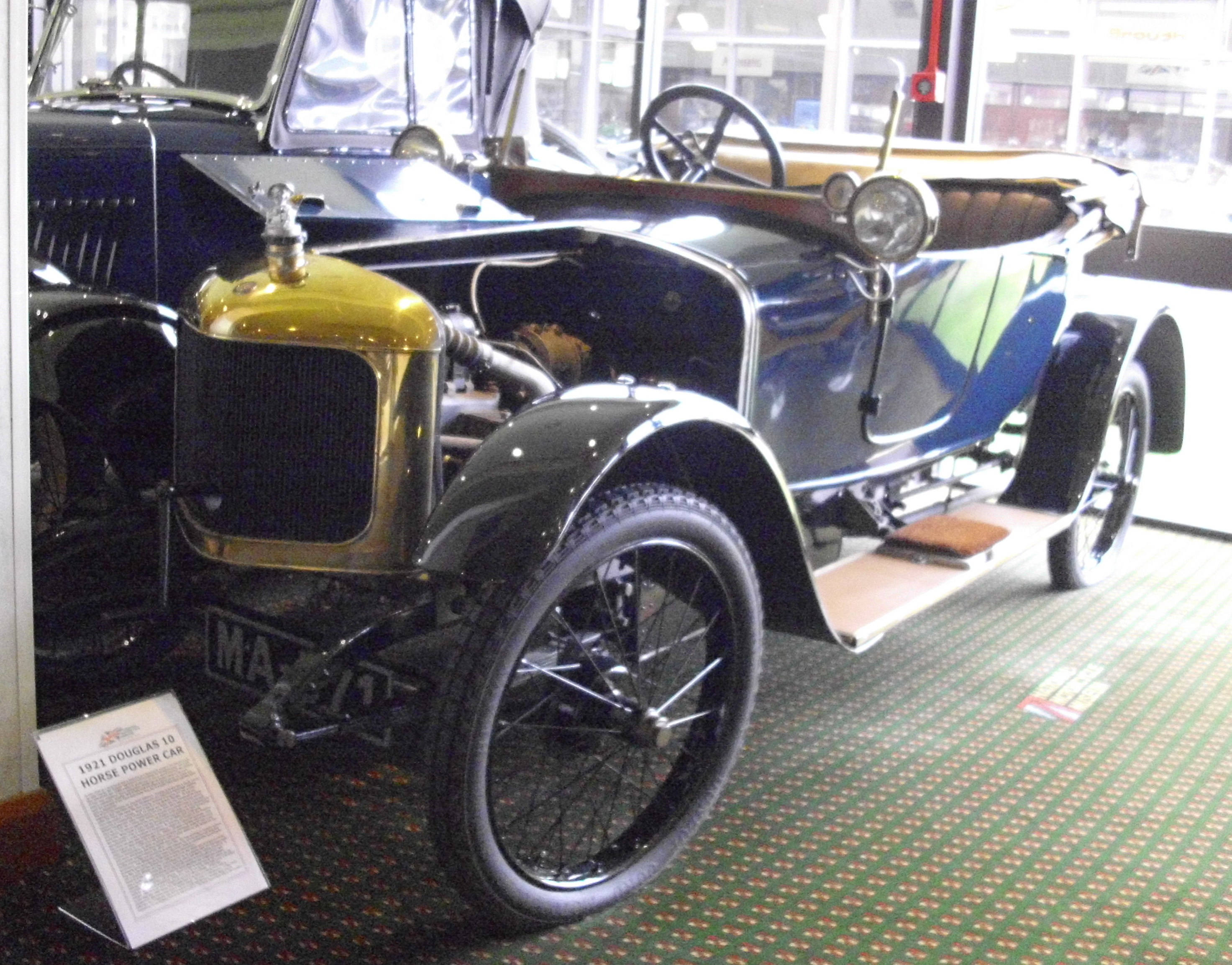
Nachfolger: Douglas 10.5 h.p. 2/3 passenger Drop Head Coupe (1921) im National Motorcycle Museum in Birmingham.

Es scheint, dass keine Douglas 9 h.p. und  10.5 h.p. der ersten Generation mehr existieren. Auch der 10.5 h.p. der zweiten Generation ist sehr selten. Ein Exemplar gehört zur Sammlung des National Motorcycle Museum in Birmingham.